# Freßnitz
Freßnitz je naselje v Občini Lendorf v Okraju Špital ob Dravi  na Koroškem v Avstriji.